# Lakagölen
Lakagölen är en sjö i Vaggeryds kommun i Småland och ingår i Lagans huvudavrinningsområde. Sjön är 5,1 meter djup, har en yta på 0,012 kvadratkilometer och är belägen 173,2 meter över havet.